# クレイトス (イリリア王)
クレイトス（希：Κλείτος, ラテン文字転記：Kleitos、生没年不明）は紀元前4世紀のイリュリアの王である。
クレイトスはバルデュリスの子である。クレイトスはマケドニア王アレクサンドロス3世がアグリアネス人とパイオネス人の土地に侵攻した時、タウランティオイ人の王グラウキアスと結んでアレクサンドロスに対して蜂起した。アレクサンドロスのペリオン市への侵攻に対してクレイトスは市の近くの有利な高地を確保したものの、生贄を捧げて有利な土地を放棄してマケドニア軍に白兵戦を挑んだ。しかし敗れ、クレイトス軍は市内まで押し返された。後でグラウキアスの援軍が来たものの、彼らはアレクサンドロスの夜襲を受けて大損害を受けた。その後、クレイトスはタウランティオイ人の土地に落ち延びた。

## 註
1. ↑  アッリアノス, Ⅰ. 5
2. ↑  ibid, Ⅰ. 6